# Agnieszka Dmochowska
Agnieszka Dmochowska (ur. 18 stycznia 1999 we Wrocławiu) – polska szachistka.

## Kariera szachowa
Zasady gry w szachy poznała w wieku 3-4 lat. Mając niespełna 6 lat rozpoczęła regularne treningi, a jej pierwszym trenerem został Piotr Dobrowolski. W 2006 r, zdobyła w Rybniku tytuł mistrzyni Polski przedszkolaków. W 2007 r. zadebiutowała na arenie międzynarodowej, reprezentując Polskę na mistrzostwach świata juniorek do 8 lat, rozegranych w Kemerze (w turnieju tym zajęła XIV miejsce). Dwukrotnie zdobyła medale Pucharu Polski juniorek do 10 lat (Ustroń 2008 – brązowy, Łeba 2009 – srebrny). W 2009 r. odniosła największy sukces w dotychczasowej karierze, zdobywając w Fermo brązowy medal mistrzostw Europy juniorek do 10 lat (za wynik ten otrzymała tytuł kandydatki na mistrzynię FIDE). W tym samym roku na mistrzostwach świata do 10 lat w Kemerze zajęła VII miejsce. W 2010 r. zdobyła tytuł wicemistrzyni Polski do 12 lat. W 2012 r. zdobyła w Solinie tytuł wicemistrzyni Polski do 14 lat, sukces ten powtarzając w 2013 r. w Wałbrzychu.
Reprezentuje klub MUKS MDK "Śródmieście" Wrocław.